# Haruka Shimada
Haruka Shimada est une idole japonaise. Elle faisait partie de la 9e génération des Kenkyuusei du groupe AKB48. Elle est promue à la Team 4 le 9 décembre 2010 puis transférée à la Team B lors du concert au Tokyo Dôme en août 2012.
- Lieu de naissance : Atami, Japon
- Surnom: Haruu (はるぅ)
- Groupe sanguin : B
- Taille : 1,61 m
- Agence : Big Apple